# Татуировка
Татуировката е трайна рисунка върху кожа.
Съвременните татуировки се правят в специализирани студиа от професионалисти посредством специална механизирана игла, която инжектира минимални количества мастило под кожата. Най-често използваният цвят за татуиране е черен, но напоследък все повeче се използват всевъзможни други цветове.
Размерът на татуировката варира. Тя може да бъде просто точка, може да бъде и мащабна рисунка, разположена върху цялото тяло. Хората се татуират от много древни времена по всякакви причини. В миналото по религиозни, културни и социални причини, в днешно време – поради модно увлечение или като знак за групова идентичност. Етимологията е на един от полинезийските езици и означава буквално „нанасяне на рани“ или „да нанасяш рани“.
Медицината предупреждава, че при татуирането често се пренасят вируси на различни болести, най-често хепатит и са възможни възпаления на кожата, които понякога довеждат до рак.

## История
В Стария Завет на Библията татуирането изрично е забранено, защото е присъщо на култа към мъртвите на езическите народи: „Заради мъртвец не правете резки по снагата си и не чертайте по себе си букви“ (Левит 19:28). В житието на сестра си Макрина св. Григорий Нисийски описва как след нейната смърт през 379 г. той открил над гърдата ѝ „знак“, сякаш продупчен от Бога с игли. Това обаче не е ритуална татуировка, а следа от чудотворно изцеление на кожен рак.
Според св. Епифаний Кипърски монтанистите, които са православни разколници в Мала Азия през II век, бодат малки деца с игли, за да източат кръвта им. Ако бебето умре след такава операция, то се обявява за мъченик. Ако оживее, смята се, че ще стане велик свещеник. Този странен обред най-вероятно е белязване или татуиране на Божието име след кръщение, което отдавна не се практикува в Църквата.
В келтското езичество също се среща свещено татуиране, което е описано от Юлий Цезар в кн. V на Галските войни. Този обичай е запазен и преосмислен в раннохристиянската епоха. След романизирането на Келтската църква в Ирландия той е забранен като signa diabolica и stigmatibus malignis. Коптите в Египет и хърватите католици в Босна и Херцеговина при кръщение татуират кръст върху ръцете и гърдите на децата си, за да се разпознават помежду си и да демонстрират религиозната си идентичност в преобладаващо ислямска среда.

## Терминология
Думата татуировка  (на английски: tattoo или tattow) през 18-ти век е заемка от самоанската дума татау, което означава „удар“. Едни от най-традиционите полинезийски инструменти за татуиране е лопадката на летяща лисица, използвана като инструмент за процеса на татуиране. "Докато острата като игла кост се впива в кожата, звуците отекват. Та-тау, та-тау, та-тау."
Оксфордският английски речник дава етимологията на татуировката като "През 18 век tattaow, tattow. От полинезийски (самоански, таитянски, тонгански и т.н.) tatau. На маркизки, tatu." Преди внасянето на полинезийската дума, практиката на татуиране е била описвана на Запад като рисуване, белези или петна.